# Vince Lia
Vincent Lia, dit Vince Lia, né le 18 mars 1985 à Shepparton (Australie), est un footballeur italo-australien, qui évolue au poste de milieu de terrain au sein du club de l'Adélaïde United.

## Biographie

### Carrière en club
Le 24 novembre 2007, il marque son premier but professionnel lors d'un match opposant le Wellington Phoenix contre son ancienne équipe le Melbourne Victory à la 58e minute de jeu (match nul 1-1 à l'Etihad Stadium). Ce match entre dans le cadre de l'A-League 2007-2008.

### Carrière en sélection
Il a été le capitaine des moins de 17 et moins de 20 ans australiens respectivement aux coupes du monde des jeunes 2003 et 2005

## Palmarès
| Melbourne Victory - Championnat d'Australie (1) : - Champion : 2007. |